# Jasmine Tookes
Jasmine Tookes, (Huntington Beach, Califórnia, 1 de fevereiro de 1991) é uma modelo americana. Tookes e de origem africana centro america e britânica suas primeiras campanhas publicitárias comerciais começaram em 2010 para o ugg boots e gap antes de sair na cena internacional ela reservou uma campanha Spring e 2011 na dkny na Vogue Itália. o site models.com nomeou tookes uma das 10 melhores modelos em uma publicação da semana de moda em 27 de setembro de 2017 foi um dos onze modelos novos para o show de moda anual Victoria's Secret Fashion Show em 2012 O show foi gravado em novembro e transmitido na rede CBS em 4 de dezembro ela apareceu em editoriais italiano,americano, francês,Alemão e espanhol da Vogue em março de 2016 estampou ao lado de colegas do Victoria Secret angels haper's bazaar Vietnã,juntamente com elsa hosk e martha Hunt. estampou a maxim Magazine em fevereiro de 2017. e também elle usa em  Maio de 2017. em 2016 foi selecionada para vestir o Fantasy bra no Victoria's Secret Fashion Show 2016 que aconteceu em Paris na França o sutiã foi  avaliado em 3 milhões de dólares. Foi a 4 modelo negra a vestir o sutiã.fez sua estreia no número 17 na lista Forbes The world's highst pay pay models em 2016 com ganhos estimados em 4 milhões de dólares.
Desfilou nos Victoria's Secret Fashion Show de 2012, 2013, 2014 e 2015. Em 2015, tornou-se Angel da Victoria's Secret.